# Jean Vaisseau
Ne doit pas être confondu avec Johannes Vasaeus.
Jean Vaisseau (connu sous son nom portugais de Juan Vaseo), né en 1583 à Tournai (Belgique) et décédé le 23 juin 1623 à Loreto (Parana, Brésil), était un prêtre jésuite belge, musicien et missionnaire dans les réductions du Paraguay.

## Biographie
Vaisseau fait ses humanités au collège de Tournai, puis de la philosophie et de la théologie à Louvain. Enthousiasmé par les récits de Nicolas Trigault, revenu de Chine pour recruter des missionnaires, il pense aller au Portugal et y entrer dans la Compagnie de Jésus pour être ensuite envoyé en Chine. Mais ce projet échoue. Il entre alors au noviciat de Tournai (19 mai 1606), que, pour des raisons familiales, il quitte trois mois plus tard.
Revenu à Louvain il y termine ses études de théologie et est ordonné prêtre à Paris en 1607. En avril 1608 il est à Bruxelles comme maître de chœur à la chapelle de l’archiduc Albert d'Autriche. Apprenant que seul le devoir filial de subvenir aux besoins de ses parents empêche le jeune Vaisseau de satisfaire sa vocation missionnaire, l’archiduc offre l’aide financière nécessaire.
Libéré de ce poids, Jean entre une seconde fois au noviciat de Tournai (24 décembre 1612). Il est destiné à la province du Paraguay ; il arrive à Buenos Aires le 15 février 1617.  Il est immédiatement envoyé dans la Réduction récemment fondée (en 1610) de Notre-Dame de Lorette (Loreto, Guayrà). Il en est le supérieur de 1620 à 1623.
Il introduit auprès des Guaranis la musique et les chants de chœur. Ses talents de musicien et compositeur sont appréciés. Chant et musique deviennent un outil important du travail d’évangélisation, particulièrement auprès des Guaranis, très portés sur la musique. Le succès remporté fait que la musique devient partie intégrante de l’enseignement dans les Réductions.
Vaisseau est reconnu comme un des musiciens les plus importants de l’Amérique coloniale du XVIIe siècle. Il meurt le 23 juin 1623 à Loreto (Parana, Brésil).